# Vanha-Espoo
Vanha-Espoo, švédsky Gamla Esbo, česky lze přeložit jako Staré Espoo, je největší hlavní čtvrť města Espoo. Je jedním ze sedmi hlavních správních regionů Espoo a zahrnuje část centra a severozápadní část. Nachází se v provincii Uusimaa v jižním Finsku. Je zde také národní park Nuuksio.

## Galerie

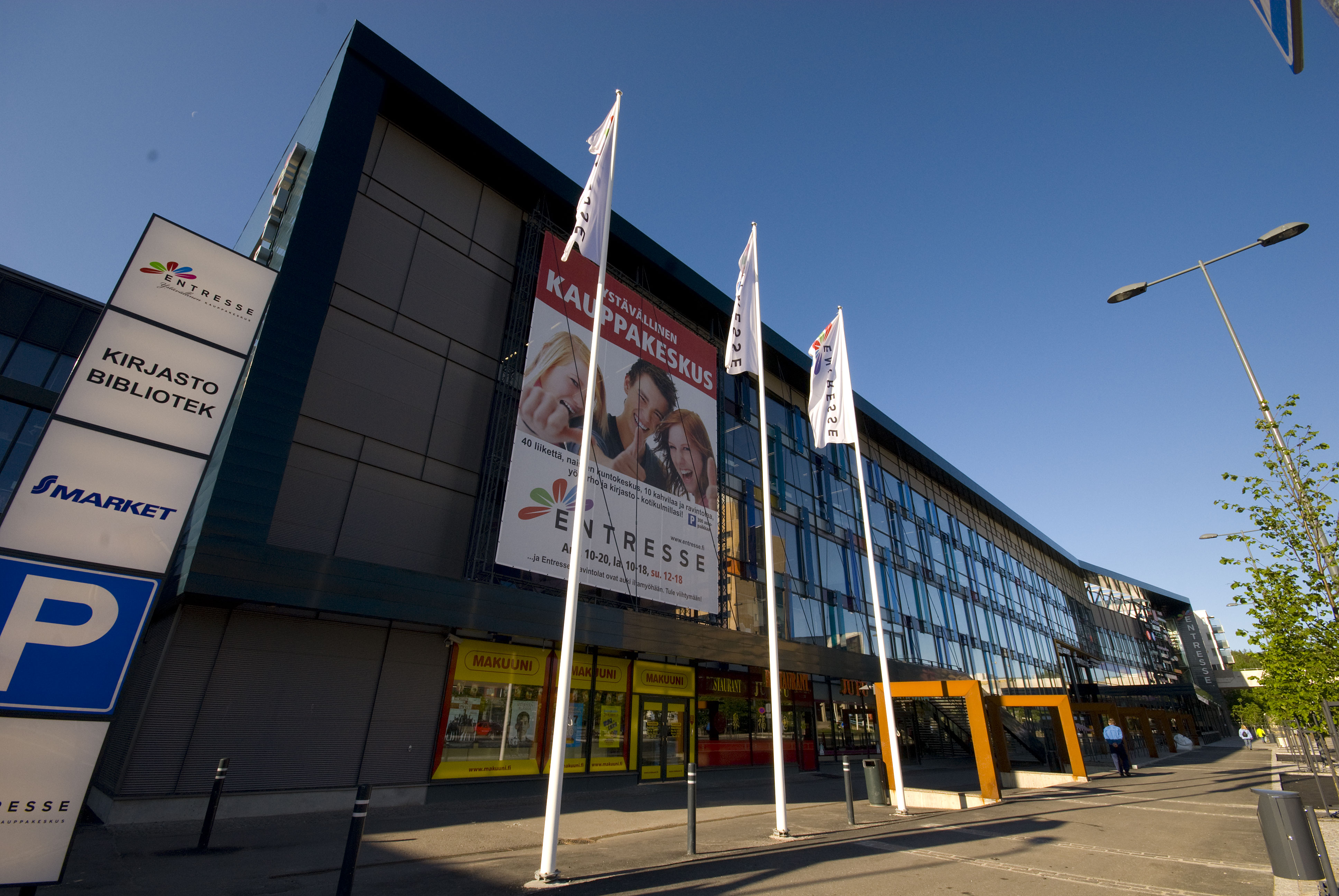
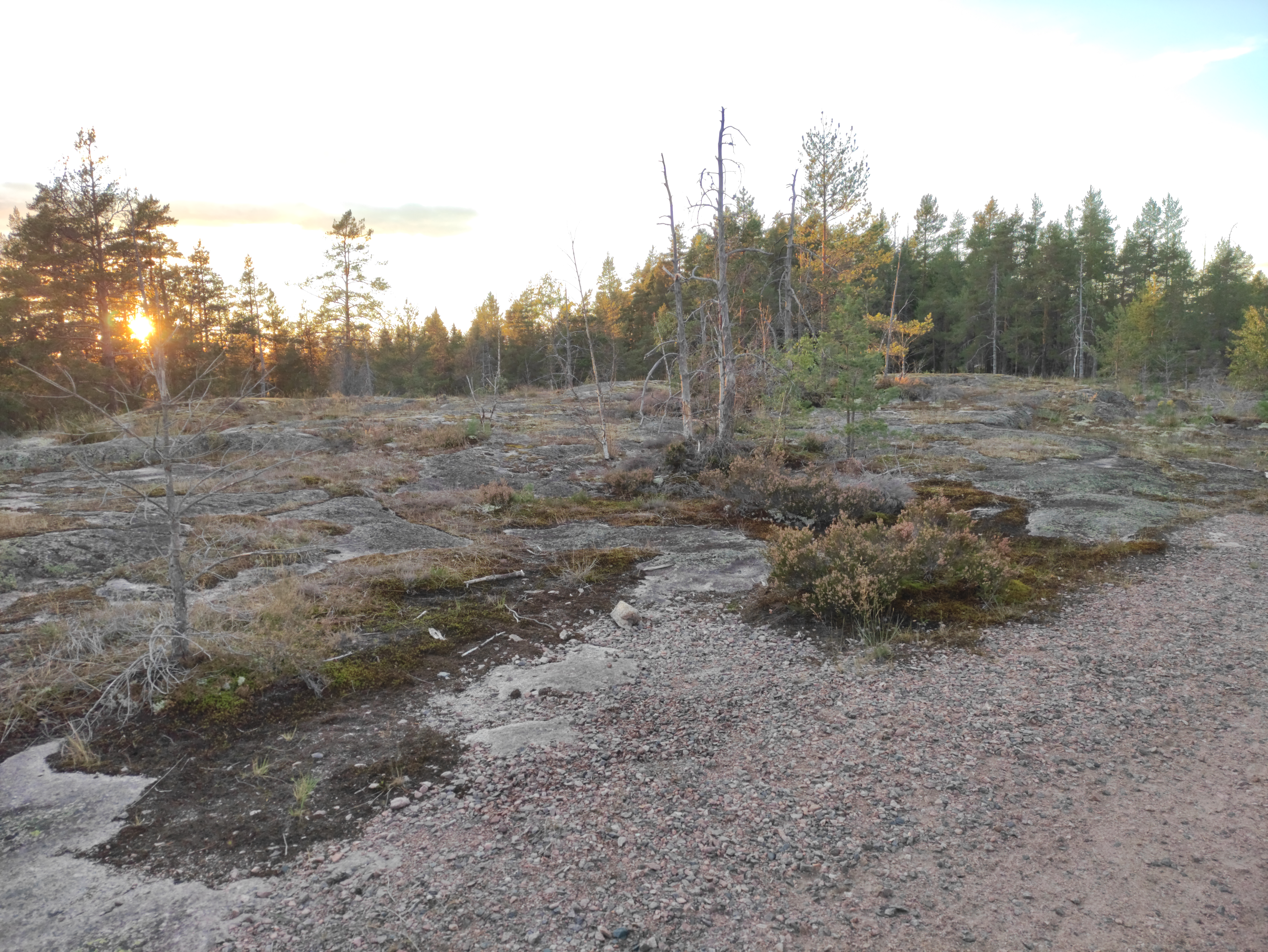
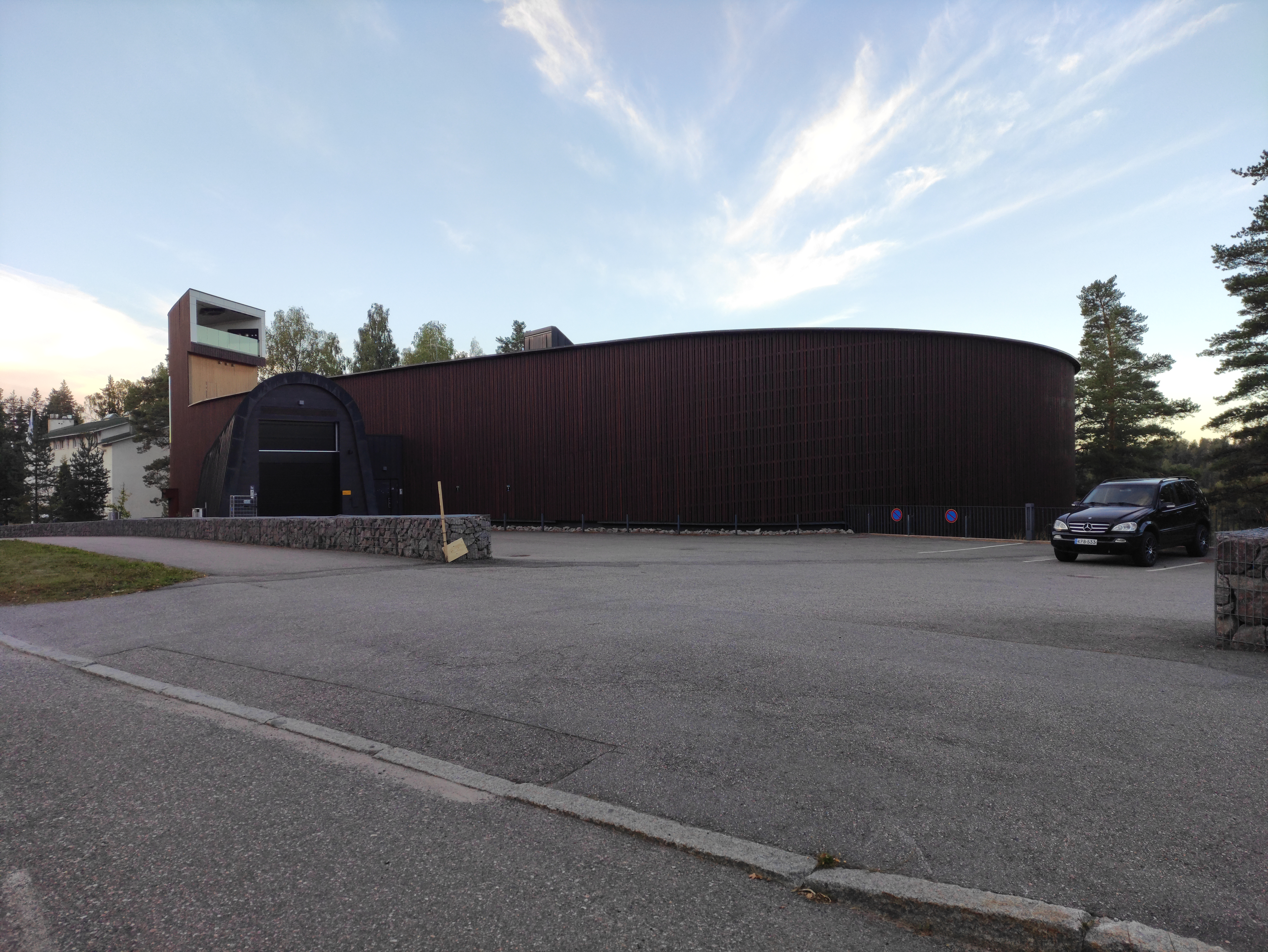
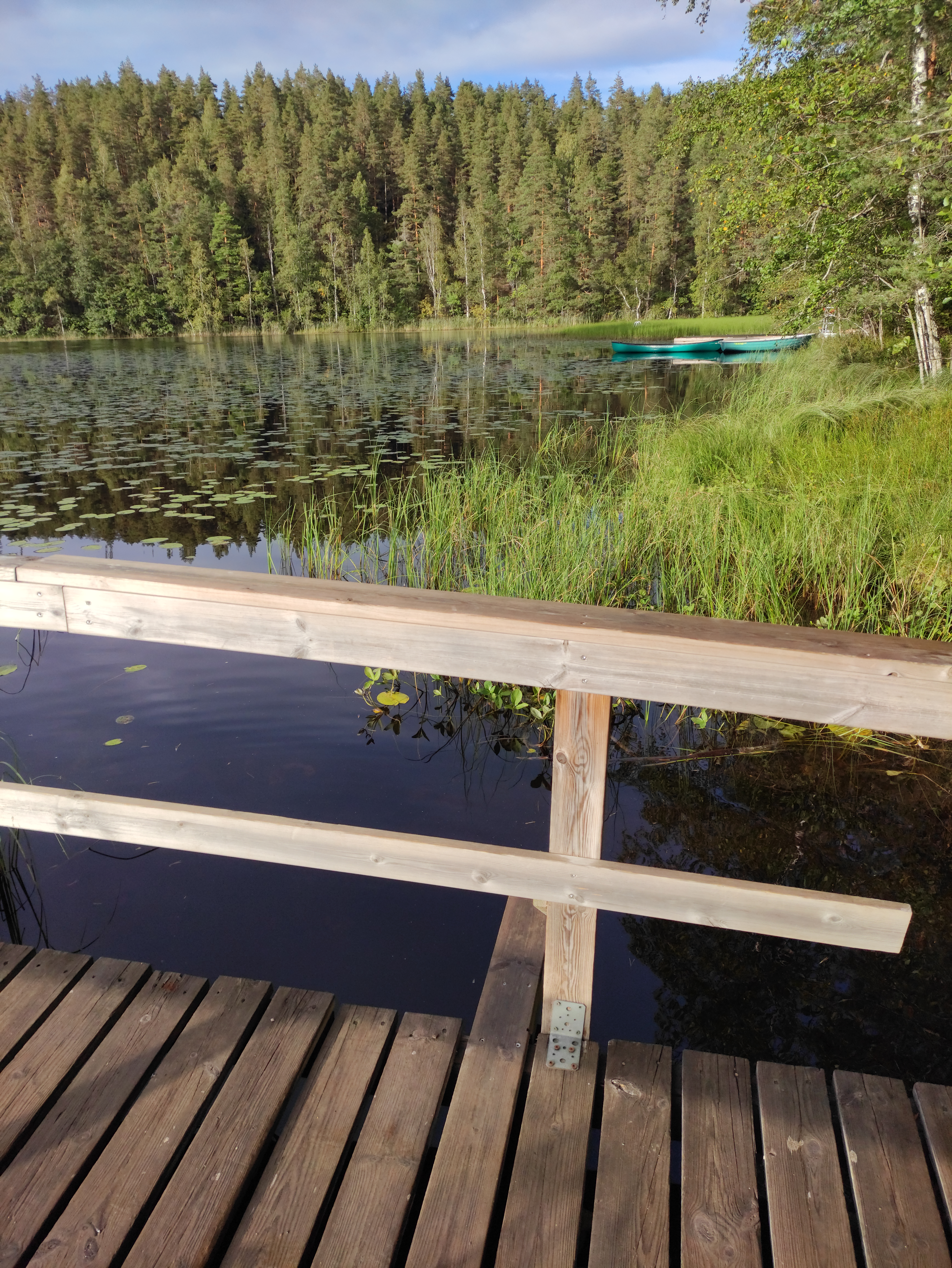
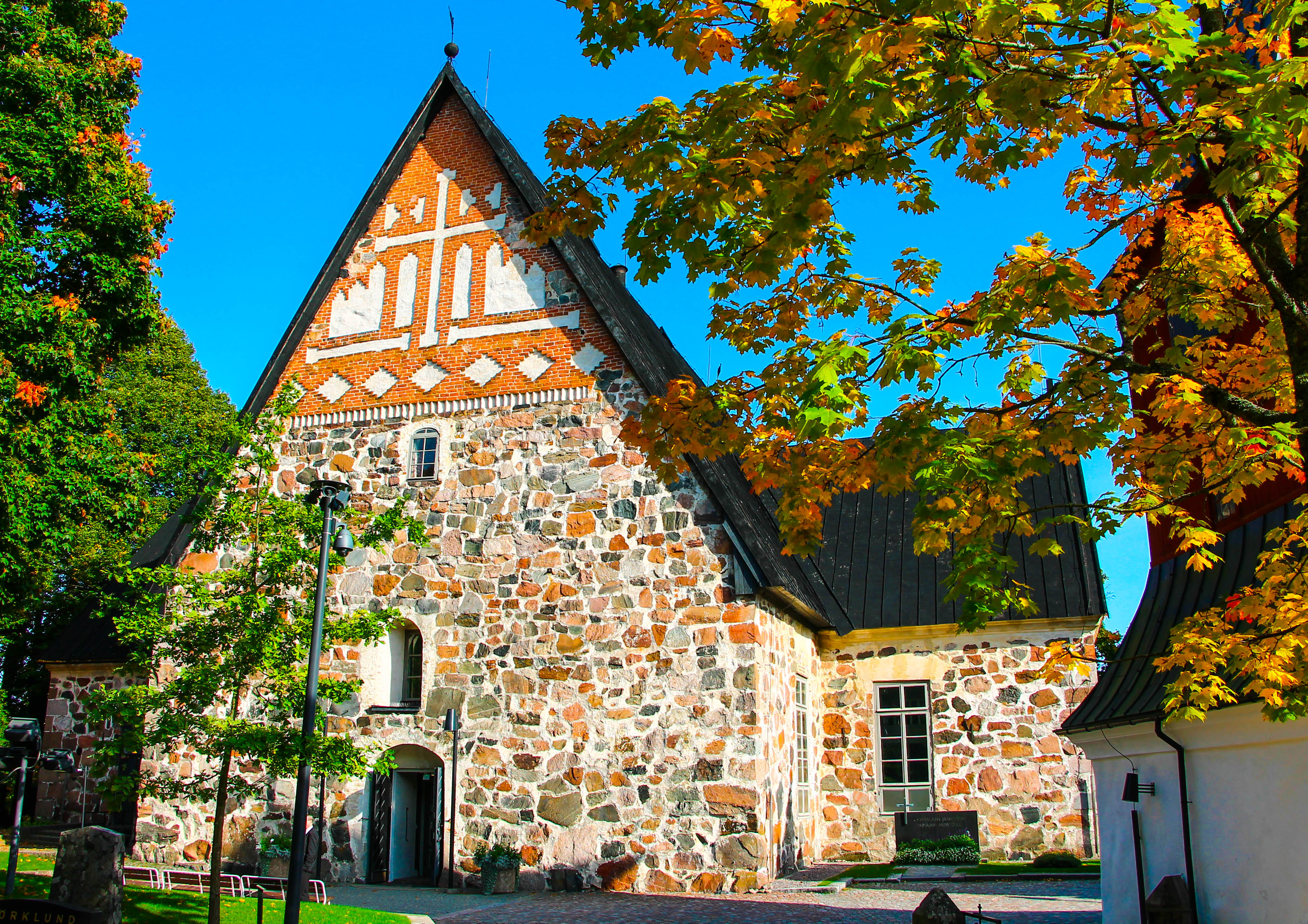
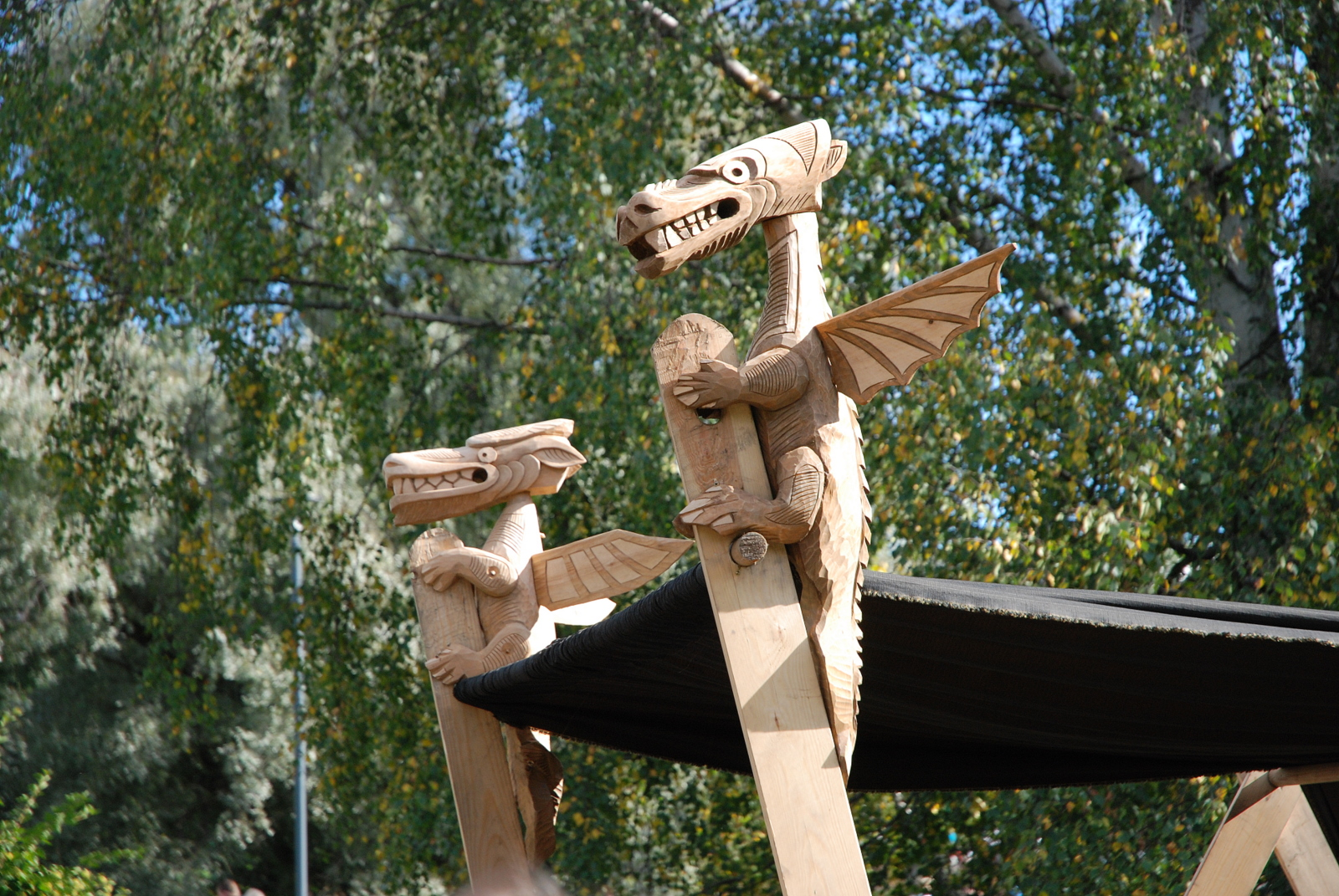

## Členění
Vanha-Espoo je členěno na:
- Espoon keskus
- Gumböle
- Högnäs
- Järvenperä
- Karhusuo
- Karvasmäki
- Kaupunginkallio
- Kolmperä
- Kunnarla
- Kuurinniitty
- Muurala
- Nupuri
- Nuuksio
- Siikajärvi
- Vanha-Nuuksio.